# 富士通 Go8000
富士通 Go8000为富士通所推出的一款超级移动电脑，预计于2007年下半年推出。富士通 Go8000是富士通所设计、生产的第一款超级移动电脑。富士通 Go800系列分为三个不同价格、配置的款式，目前官方宣布将会使用英特尔的Stealey A100或者Stealey A110处理器，并配带有1GB的内存以及40GB的硬盘，拥有两个内置的摄像头。此外，富士通 Go800拥有5.6英寸的触摸屏，分辨率为1024x600。

## 相关报道
- （简体中文）Wangtam: 富士通UMPC 真机现身
- （简体中文）5.6寸显示屏！富士通UMPC今夏上市__笔记本资讯_eNet笔记本电脑
- （简体中文）重499g 续航7小时! 富士通新UMPC曝光富士通UMPC[永久]

## 相关
- 富士通
- 超级移动计算机